# Kanton Puteaux
Der Kanton Puteaux war bis 2015 ein französischer Wahlkreis im Arrondissement Nanterre, im Département Hauts-de-Seine und in der Region Île-de-France. Vertreter im Generalrat des Départements war zuletzt von 2011 bis 2015 Vincent Franchi (UMP).
Der Kanton bestand aus der Stadt Puteaux.

## Bevölkerungsentwicklung
| 1962   | 1968   | 1975   | 1982   | 1990   | 1999   | 2006   |
| ------ | ------ | ------ | ------ | ------ | ------ | ------ |
| 39.640 | 37.946 | 35.514 | 36.117 | 42.756 | 40.780 | 42.981 |